# 達氏蝙蝠魚
達氏蝙蝠魚（red-lipped batfish or Galapagos batfish (Ogcocephalus darwini) ），為輻鰭魚綱鮟鱇目棘茄魚亞目棘茄魚科的其中一種，分布於東南太平洋的加拉巴哥群島至秘魯海域，屬底棲性魚類，棲息深度3-76公尺，體長可達20.3分，棲息在沙底質水域，以小型無脊椎動物為食，生活習性不明。

## 扩展阅读
維基物種上的相關：達氏蝙蝠魚